# А (тибетська літера)

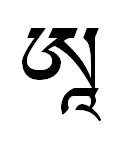
Алі калі а (довга)

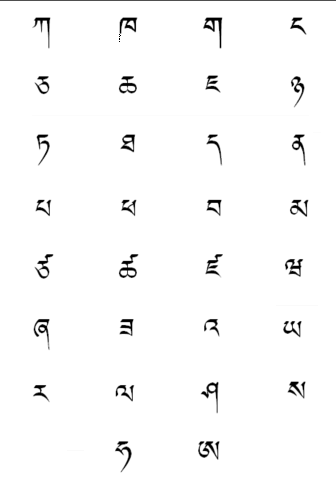
Тибетська абетка

А (велика а) — остання літера тибетської абетки, належить до чоловічих літер. Використовується для позначення голосних звуків на початку складу. На відміну від малої а  велика А у складі може бути лише складостворюючою літерою, поєднується з усіма тибетськими огласовками і може поєднуватися з фіналями (джеджуг), а з підписними, приписними і надписними буквами не вживається. В тексті використовується для позначення числа «30», з огласовками «акікуі» — 60, «ажабкьюу» — 90, «адренбуе» — 120 и «анароо» — 150 (Абетковий запис чисел).
У тибетських словниках розділ літери А займає менше одного відсотка обсягу, але сама літера А вважається найкоротшим варіантом виголошення Сутри Праджняпараміти і часто зустрічається на початку мантр, як наприклад, у мантрі Ом мані падме хум — 

## Слова

Символ тигле(Біле А) в дзогчен
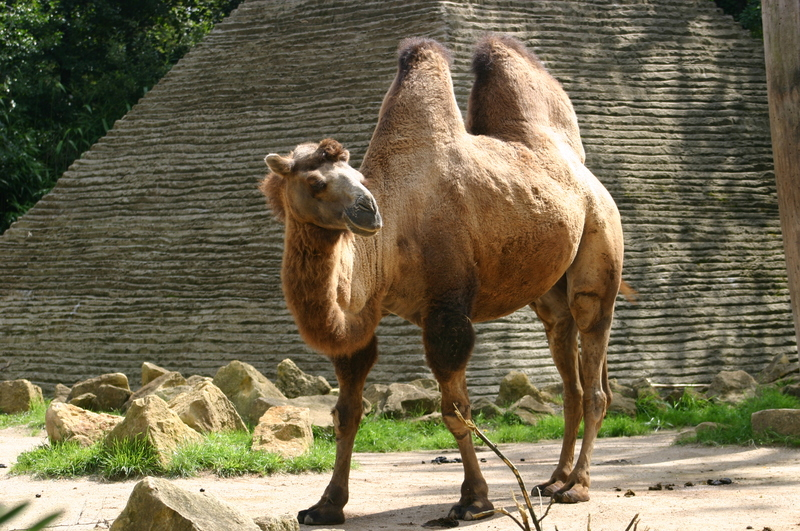
Амон — верблюд